# Stacy Malibu
Stacy Malibú es una muñeca de juguete que aparece en la serie de dibujos animados Los Simpson. Es una parodia de la muñeca Barbie de Mattel (en un principio, la línea de muñecas Barbie tuvo una muñeca llamada Stacey de 1968 a 1970). 
En la serie, la muñeca Stacy Malibú aparece después de la Segunda Guerra Mundial en los Estados Unidos. La fuente de inspiración para la muñeca era la vida de la propia diseñadora, Stacy Lovell. Lovell fue despedida más tarde de su propia compañía por haber desviado fondos para el Vietcong. En un principio, su creadora hizo la muñeca de una pasta de cebolla deshidratada. Su fuerte sabor a cebolla no gustó, pero sí gustó a las niñas de todo el país como juguete. Una segunda Stacy Malibu de plástico arrasó por todos los Estados Unidos. El mayor coleccionista y experto en Stacy Malibú de Springfield es Waylon Smithers, que incluso llegó a componer un musical sobre la múñeca titulado Vendidos por separado (Sold separately en el original). 
En el episodio de la quinta temporada Lisa vs. Malibu Stacy, Lisa Simpson acude con la inventora de las Stacy Malibú y nota que su casa es igual a la de la gran mansión de las muñecas. Después de hablar con ella, deciden competir con los accionistas de la muñeca creando la muñeca Lisa Corazón de León, la cual pronuncia frases creadas por Lisa Simpson, finalmente el producto resulta ser un fracaso comercial debido a un nuevo lanzamiento de la línea Stacy Malibú y solamente venden una a la hija de Kent Brockman.